# Norberto Ramírez
Norberto Ramírez Areas (León, 15 de abril de 1802 - 11 de julio de 1856) fue gobernante del estado de El Salvador en calidad de concejero de estado encargado de la jefatura suprema del 20 de septiembre de 1840 al 7 de enero de 1841.

## Biografía
En el 13 de julio de 1840, la Asamblea Constituyente del estado de El Salvador decretó que el poder ejecutivo será ejercido provisionalmente por la Asamblea mientras se emita la constitución, confirmó el desempeño de la jefatura suprema del coronel Antonio José Cañas como concejero del estado, y nombró como suplentes para ejercer el poder ejecutivo a Pedro José Arce, Norberto Ramírez y José Damián Villacorta quienes serían designados a la suerte por la Asamblea y a presencia del concejo provisional.
El 20 de septiembre de 1840, estalló una sublevación en los cuarteles de San Salvador, contra el gobierno del coronel Cañas; sublevación fomentada por el comandante general del ejército, general Francisco Malespín, porque el coronel Cañas no se prestaba a ser su instrumento en la administración pública. El coronel Cañas fue depuesto por el general Malespín y este impuso al concejero de estado Norberto Ramírez como jefe supremo del estado por no haber aceptado el puesto el designado José Damián Villacorta.
Al día siguiente del golpe de Estado, Ramírez convocó a la Asamblea Constituyente para que se reúna el día 10 de octubre; no se logra efectuar hasta el próximo año. En el 7 de octubre, su gobierno decretó la circulación de los pesos fuertes del Perú, Bolivia y demás repúblicas sudamericanas como monedas de circulación legal.
En diciembre de 1840, estalló una asonada en Santiago Nonualco, encabezada por Petronilo Castro, la que fue reprimida por el gobierno. A pesar de que el concejero Ramírez gobernó pocos meses, supo equilibrar su corto periodo de gobierno, ante la difícil situación política de ese tiempo.
La Asamblea Constituyente del estado se reunió el 4 de enero de 1841. Y en el 7 de enero la Asamblea admitió la renuncia formal del coronel Cañas de la jefatura suprema y nombró en su lugar a Juan Lindo como jefe supremo del estado provisional. Norberto Ramírez le entregó el mando a Lindo el mismo día, y procedió a ser suplente de la jefatura junto a Pedro José Arce y Joaquín Eufracio Guzmán que reemplazó a Villacorta.
Norberto Ramírez era el padre de Mercedes Ramírez de Meléndez, madre de Carlos y Jorge Meléndez, que fueron Presidentes de la República de El Salvador.

### Gobierno en Nicaragua

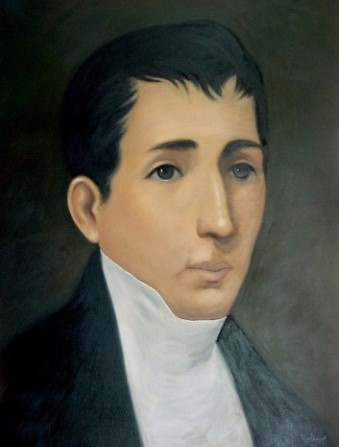
Norberto Ramírez litografia del presidente de Nicaragua

En el 5 de marzo de 1849 la Asamblea Legislativa del estado declara la elección popular de Ramírez como Supremo Director del Estado de Nicaragua para el período del 1 de abril de 1849 al 1 de abril de 1851; tomó posesión de su cargo en el día indicado. Su gobierno procedió a declarar la guerra a los bandos que estaban causando conflictos en el estado. El ejército al mando del general Fruto Chamorro Pérez logró apresar al caudillo general Bernabé Somoza Martínez en Rivas y fue ejecutado. En el 9 de julio recibió al ministro plenipotenciario de los Estados Unidos de América en Centroamérica, el historiador Ephraim George Squier; Squier le trajo un mensaje de solidaridad de los Estados Unidos con el estado ante las pretensiones inglesas. A finales de 1849, el supremo director mandó al licenciado Eduardo Carcache a la ciudad de Washington en calidad de ministro extraordinario y plenipotenciario de Nicaragua en los Estados Unidos de América, siendo Carcache el primero con este cargo. Carcache fue encargado por el gobierno nicaragüense para tratar de conseguir la firma de un tratado sobre un canal interoceánico por Nicaragua y para ganar el apoyo de los Estados Unidos en el conflicto con Inglaterra con respecto a la ocupación del río San Juan en Mosquitia.
En la primavera de 1849 empezó la fiebre del oro en el recientemente anexado estado de California, provocando una gran migración de estadounidenses del este al oeste de ese país. Algunos de estos migrantes usaron la ruta del tránsito que pasaba por Nicaragua y aprovechaba la facilidad de transitar del río San Juan, lago de Nicaragua y el estrecho de Rivas en vez de la larga navegación por el estrecho de Magallanes o las condiciones difíciles del paso por Panamá. Por esto, en 1950 inició las operaciones de tránsito por medio de la ruta por Nicaragua dirigidas por la Compañía Americana del Canal de Cornelius Vanderbilt.
El tratado Clayton-Bulwer firmado entre los Estados Unidos e Inglaterra en 1850 señaló la renuncia de pretensiones de poder y derechos exclusivos sobre el proyectado canal de Nicaragua. En el 25 de julio del mismo año se firma el Tratado de Paz y Amistad con España, que por su parte reconoció definitivamente la independencia de Nicaragua.
Depositó el poder en el senador Justo Abaunza y Muñoz de Avilés.